# Sai

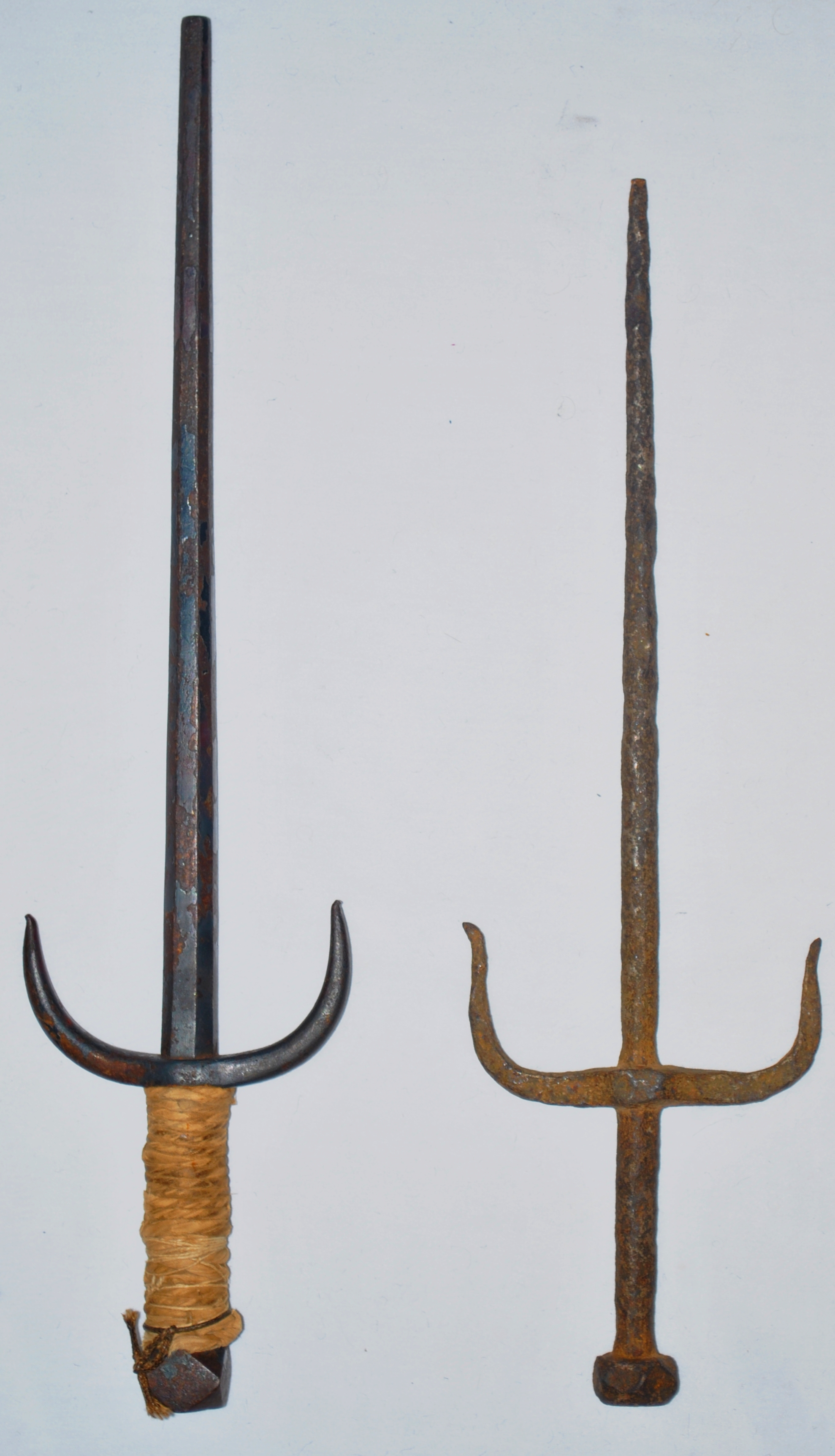
Dvojice historických zbraní: vlevo okinawská osmiúhelníková varianta, vpravo menší indonéská

Bojová vidlice sai je tradiční zbraní, která je v dnešní době nejvíce rozšířená díky bojovému stylu Okinawa kobudó. Je specifická svým tvarem, který připomíná trojzubec. Základní dlouhý hrot (monouči) je tupý, se dvěma podstatně menšími hroty tvořící vidlici (joku), které přecházejí v rukojeť (cuka).

## Historie
Vidlice sai jak je známe dnes jsou nejvíce známé díky bojovému stylu Okinawa kobudó, ale jejich původ nepřichází z tohoto japonského ostrova. Nejpravděpodobnějším místem původu je Indie, ze které se postupně tato zbraň rozšířila do Indonésie, Číny, Vietnamu, Malajsie, Thajska a v neposlední řadě i do Japonska. Základem této zbraně je s největší pravděpodobností trisula.
Zbraň se na ostrov Okinawa dostala skrze dovoz, jelikož není historicky doložitelná těžba oceli na tomto ostrově a tak je toto i jeden ze základních pilířů tvrzení, že sai nemůže z tohoto ostrova pocházet. Po rozšíření této zbraně na tento japonský ostrov jej začala využívat tamní policie coby prostředek pro zatýkání a donucovací prostředek stejně jako dnešní policie používá obušky. První záznamy o užívání vidlice sai jako zbraně v bojovém umění máme až v roce 1668 od okinawského prince Motobu Čóheie. Pro japonské ostrovy je však tato zbraň známější pod pojmem džitte, které bylo na japonských ostrovech rozšířenější.

## Konstrukce
Jedná se o tupou zbraň pro zneškodnění cíle. Základem je tyč ideálně o několik centimetrů delší než předloktí jejího nositele. Tato tyč (monouči) je tupá bez ostrého hrotu a nejčastěji profilovaná do půdorysu kosočtverce nebo osmiúhelníku, ale lze se setkat i s čistě kruhovými vidlicemi. Na tomto základu jsou tradičně usazené dva krátké vidlicové hroty (joku), sloužící především k zaseknutí protivníkovy zbraně. Pod hroty se nachází rukojeť (cuka), zpravidla konstruována na trn s koženým opletem, které je zakončená ocelovou hlavicí, pro lepší vyvážení zbraně.
Komponenty s japonskými názvy:
- Monouči – hlavní hrot zbraně, zpravidla tupý
- Joku – vidlicová záštita sloužící pro ochranu a zneškodnění zbraně protivníka
- Cume – hrot boční vidlice
- Moto – středový bod záštity joku
- Cuka – rukojeť vidlice (cca 13 cm)
- Cugašira – hlavice na konci rukojeti cuka
- Saki – špička hlavního hrotu monouči, zpravidla tupá

## Technika užití
Sai je tradičně zbraní užívanou v páru. V dnešní době je známo 5 sestav kata pro tuto zbraň a to včetně dvou kihon kata. Bojový styl této zbraně je založený na varietě krytů, bloků, úderů a zachycení oponenta ze všech směrů a výšek útoků. Hlavní využití této zbraně je dáno jejím tvarem, který je přímo určený jako úderná zbraň a nebo slouží k rychlým bodnutím na solar plexus (čudan), ale zároveň poskytuje mnoho technik obranných. 
Držení zbraně určují techniky, kterými má být zbraň použitá. Nejjednodušší držení této zbraně je držení celou plochou ruky (všemi prsty) za rukojeť s palcem opřeným o vidlici. Tento způsob držení umožňuje snadné ovládání zbraně a využití maximální síly k útokům a krytům. Použití sai je možné jako smrtící nebo nesmrtící, což záleží na síle a směřování úderu. Hlavice na konci je ideální pro tupé údery, zatímco hrot je vhodnější pro odvedení úderu nebo bodání.